# Liste der Monuments historiques in Berg (Bas-Rhin)
Die Liste der Monuments historiques in Berg führt die Monuments historiques in der französischen Gemeinde Berg auf.

## Liste der Bauwerke
| Bezeichnung            | Beschreibung                                       | Standort                  | Kennzeichnung | Schutzstatus | Datum | Bild           |
| ---------------------- | -------------------------------------------------- | ------------------------- | ------------- | ------------ | ----- | -------------- |
| Protestantische Kirche | 1771 gebaut, Entwurf von Friedrich Joachim Stengel | 16, rue principale (Lage) | PA00084611    | Classé       | 1990  | weitere Bilder |